# 2011年花園街排檔大火

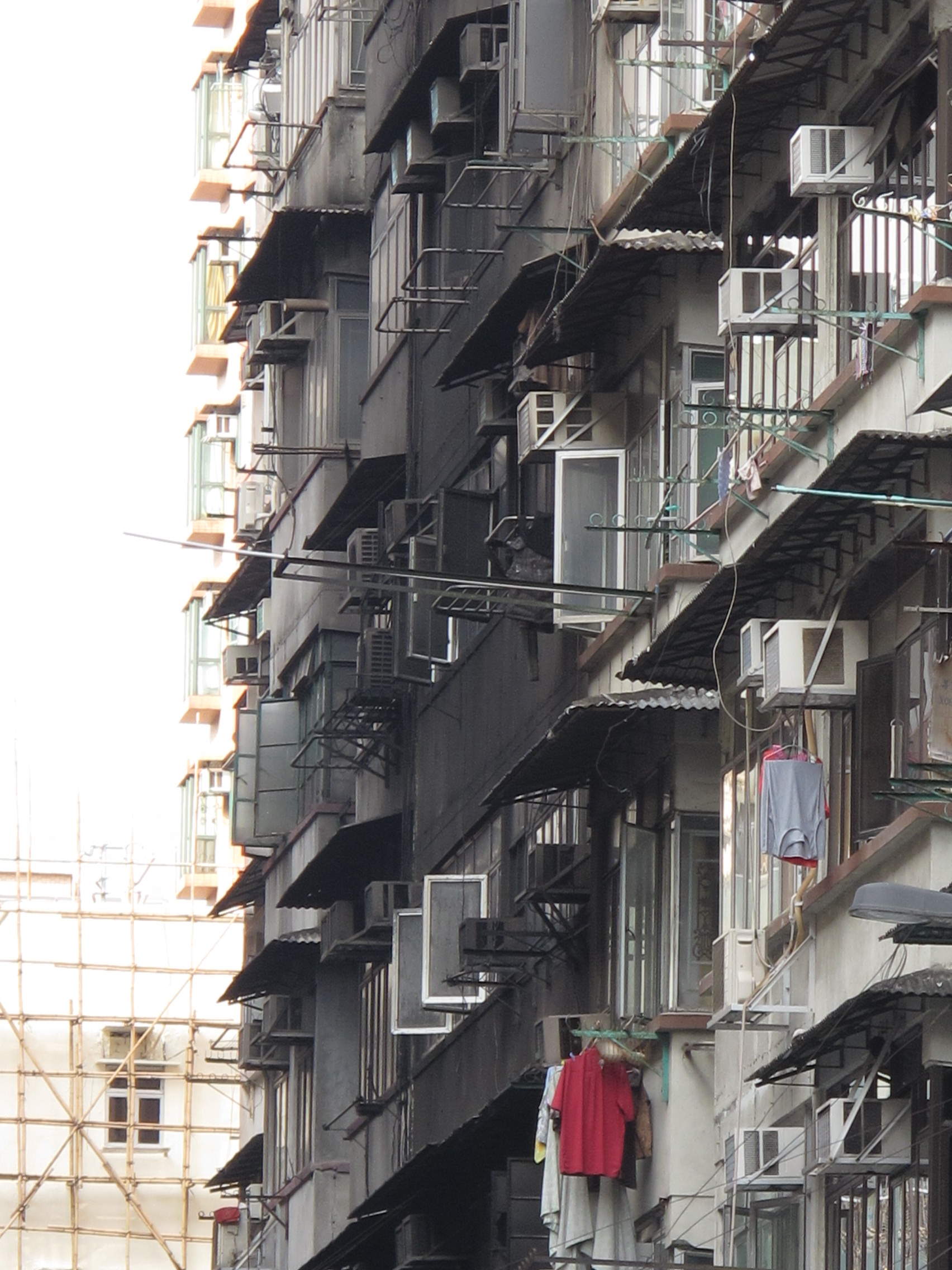
被大火波及、釀成嚴重傷亡的唐樓

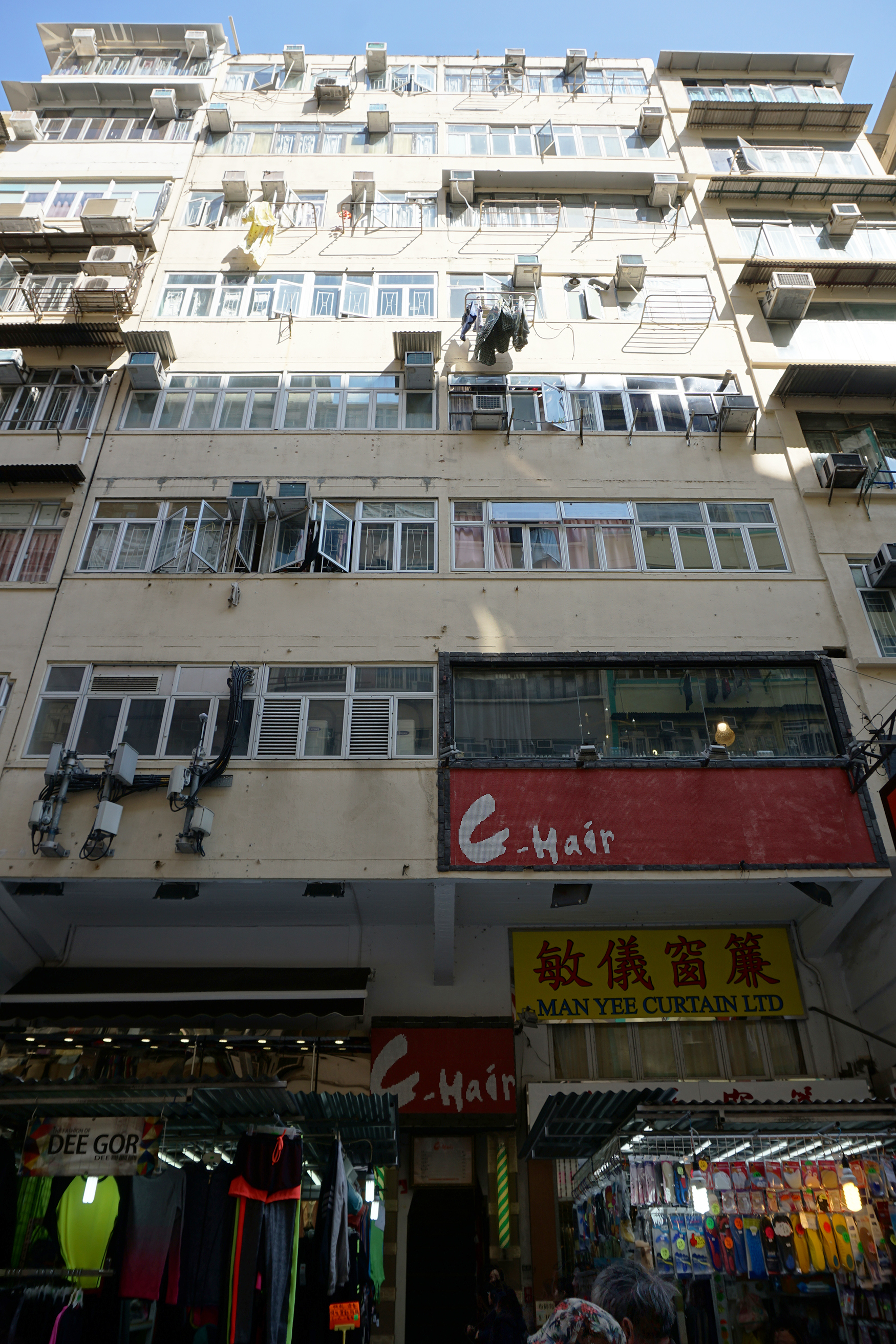
維修後的唐樓（2017年）

2011年花園街排檔大火指2011年11月30日凌晨4時40分於香港旺角花園街188和189號之小販排檔發生之四級大火，大火波及2座唐樓，事件造成9死，34傷其中5人危殆，是九七回歸以來最多人死亡的火災。由於一年前同地點發生2010年12月6日花園街縱火，香港政府被指改善不力。

## 經過

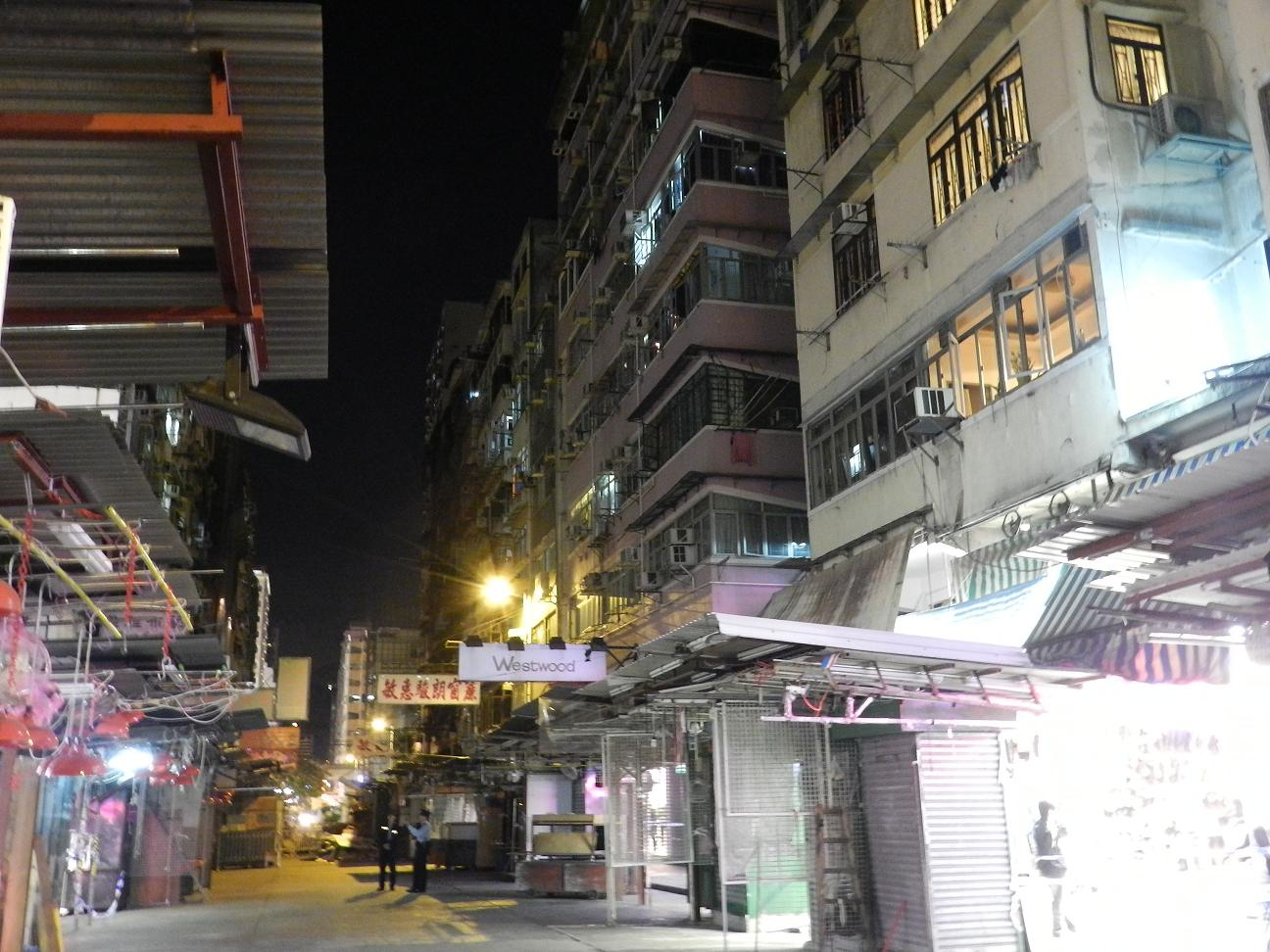
災後第七天晚上的花園街仍被封鎖

據2013年3月的死因庭裁判官陳碧橋總結證供時指，不同證人對於起火時間有不同說法，消防處報告將起火時間定在2011年11月30日清晨4時30分但在10分鐘後才收到市民報案，處方認為因此延誤搶救。
旺角花園街188和189號的2排小販排檔突然同時起火。多個排檔着火，波及2座唐樓。大火至上午11時11分受控，下午12時28分撲滅。

## 逃生路線與死亡率
雖然前梯有濃煙，但後梯沒煙，可惜有劏房因間隔問題而後梯被封死。由此，據消防處調查報告，前梯和後梯的死亡率有天殃之別：16名住客留在單位待救，最終全部獲救，部分人輕傷；18名住客經後樓梯成功逃生，只有1人輕傷；22名住客經前梯逃走，當中13人成功逃往天台獲救，其餘9人身亡（其中6人的燒焦屍體在梯間被發現，另3人送院不治），部分獲救者需送往醫院深切治療部。

## 死者
死者名單：陳國珍（46歲）、陳仙仙（24歲，從海南島來香港探望母親）、張智美（27歲）、蔡偉明（51歲）、向麗清（32歲） 、廖海燕（21歲）、彭美娟（30歲）、吳鉅謀（63歲 ）、印度裔的Syed Basharat Ali（32歲）。9名死者都是花園街192至194及196至198號兩幢大廈的住客，分別住在3樓或以上的劏房，月租由3,400元至5,000元，部分從事大廈管理員、酒樓侍應、售貨員及裝修等工作。受傷方面，截至2011年12月1日17時，危殆5人，穩定11人，已出院18人。
花園街大火是九七回歸以來最多人死亡的火災。香港在此之前造成更大傷亡的3次火警分別為1997年4月8日的美孚新邨三級火警（9死36傷）、同年1月25日尖沙咀寶勒巷卡拉OK三級火警（17死13傷）及1996年11月20日嘉利大廈五級大火（41死80傷）。

## 救援、消防處受法官質疑
肇事樓宇之外，共有約300名受火警影響花園街居民自行逃生或被救出。受四級火波及的花園街192-194號唐樓居民有25人被消防員救出，其中6人經後樓梯被救出，19人從天台經雲梯被救出
2013年3月死因研訊時，死因裁判官陳碧橋對消防處的救援過程提出多項質疑，並對消防處報告結論極不滿意。死因裁判官陳碧橋與署理助理消防處長李亮明的對質金句連篇：

- （1）李：報告不能排除因268號排檔電力裝置故障引發火警，但因警方刑事調查至今仍未完成，故認為起火原因不明。

裁判官：警方刑事調查關消防處甚麼事！[...]你們調查了一年三個月去寫報告，共有百幾頁紙，但結論得一個字——Unknown，浪費紙張都不要緊了，但你浪費了法庭和陪審團的時間！
- （2）李：有證供指市民發現火警後十分鐘才報警通知消防處，如當局早些接報便可早些阻止火勢蔓延。

裁判官：你意思是市民的錯？這也能抵賴！還沒發生火警就報警就最好嘞！
- （3）李：有證人指火警應該是凌晨4點30分發生，但最先報警的市民是4時40分，故當中有10分鐘遲緩。

裁判官：之前十天聆訊從來無證供指火警是四時半發生，最初見到起火的林潤帶說他4時35分出門，是你不喜歡聽，而要相信符合你說法的證人證供。
- （4）李：報告指肇事唐樓地下正門的電錶及電線沒有任何東西保護，最終該處受火警波及，令電錶等燃燒出現氣化致該處火勢更猛，消防員更難進入火場。

裁判官：你現在又怪樓下電錶沒適當東西蓋住！那樓上沒事啦，不會阻住你們救人啦！
- （5）陳：證供說（肇事唐樓）樓梯和單位有好多人，但沒消防員去救，為甚麼直至有人喊被困，消防員才去救？

李：我們收到20個電話召喚求救，3個在現場提出，會有搜索主任決定緩急先後去決定救人。

## 成因調查

### 2012年12月政府的說法
2012年12月7日香港立法會對事件緊急質詢，三名局長給了三個不同方向的案情起因。
食物及衛生局局長周一嶽指，火警後在現場發現有排檔違規，例如用了可燃的帆布或膠布遮蓋排檔頂、檔與檔之間的空間不足等問題，影響消防安全。當局在火警後已加強對全港小販排檔的巡查，單在花園街排檔已發出170張排檔阻塞通道，及違規儲存貨品的傳票。
保安局局長李少光指，相信是排檔的存貨導致火勢蔓延。他說，花園街大火波及的6幢大廈中，消防在過去3年曾向其中5幢發出消防安全指示，但有部份業主指需要時間準備工程，申請延期。
多名議員亦關注劏房引致的走火安全問題。發展局局長林鄭月娥說，屋宇署將會重點巡查排檔附近的6至12層高雙梯式樓宇，了解是否有劏房或室內改動，影響走火安全。

### 2012年傳媒披露
香港東方日報在2012年披露，關於唐樓內的劏房問題，起火初期不少住戶仍可趕及逃生，但劏房多數沒窗戶，儼如密室，相信有劏房住客「沒聽到有人喊逃生，也沒看見外面有煙」。
另外不排除有人留在單位待救，但劏房沒窗，早晚燜死。

### 2013年3月死因研訊

#### 陪審團採納的經過
據2013年3月的死因庭研訊，花園街268號排檔有電力故障起火，火勢迅速蔓延至鄰近排檔，及192至194號大廈，濃煙沿前樓梯湧上，9名遇難者嘗試從前梯逃生，但走避不及，以致被火或高溫燒傷，及被濃煙焗死，死亡地點大部份在起火大廈前樓梯各處。陪審團最終以3比2裁定9名遇難者死於意外。

#### 陪審團採納的起因
陪審團接納政府化驗師和電機工程專家證人的報告，指起因為：起火大廈（花園街192至194號）附近的268號排檔東主，找來未知是否持牌的電工將電錶箱移到排檔內，又以鋁電線接駁原來的銅電線，鋁電線腐蝕後接觸導電體，產生大電流及熱力而引致起火。前年11月30日凌晨4時40分，268排檔起火後，火勢向存放大量易燃及會產生毒氣的耳筒及膠鞋墊的266號排檔推進，該排檔對正肇事大廈前樓梯，再加上排檔頂篷與大廈相連接，令熱力及火迅速、猛烈地內攻入大廈閣樓及前梯。此時，前樓梯已充斥大量一氧化碳，加上天台門打開，居民在前樓梯逃生，經歷了有一氧化碳的煙囱效應，成功機會極低，而後樓梯亦因劏房改動原有設計，9名死者中，8人不能使用後樓梯逃生，最終死於前樓梯。消防員於接報後4分鐘趕至現場，約1小時半後將火升為四級。有消防員要聽到居民提示後才發現樓下還有被困的居民。

## 善後
大火對最少70戶居民造成影響。康文署開放旺角界限街一號體育館、民政署則開放旺角社區會堂及油麻地梁顯利社區中心讓災民暫住。12月4日，民政事務總署安排118名災民入住石籬邨中轉房屋暫住3個月。

## 後續

### 政府政策
行政長官曾蔭權當日到廣華醫院探望傷者，指去年2010年12月6日花園街大火後措施「顯然不足夠」，又指排檔經營模式「不能接受」。

### 對唐樓和劏房的消防討論
大火後，不少業主將單位大門換成防火物料，大門變得厚身及實心。不過，幾乎所有單位均沒有門鈴，香港蘋果日報記者發現「再發生火警拍門都聽不見」。
死因研訊後，香港東方日報在2013年7月和2013年11月回訪現場，均發當事發社區的建築物依然有防火設備只有樣式而實際不能用、逃生通道不合格的問題，批評消防處執法不力。

### 民事訴訟業主疏忽
該大廈21名業主被民事訴訟疏忽，其後在庭外和解，賠償額不詳，法庭在2017年6月29日解除訴訟。